# Davide Cazzaniga
Davide Cazzaniga (* 6. Juni 1992) ist ein italienischer Skirennläufer. Er startet hauptsächlich in den schnellen Disziplinen Abfahrt und Super-G.

## Biografie
Cazzaniga nimmt seit Januar 2008 an FIS-Rennen teil.
Am 1. Februar 2012 gab er sein Debüt im alpinen Skieuropacup. Im Super-G von  Santa Caterina sah er nicht das Ziel. 
Seinen ersten Sieg im Europacup feierte er am 15. Februar 2019 im Super-G von Sarntal. Ein Jahr später feierte er einen weiteren Sieg in dieser Liga in der Abfahrt von Wengen.
Im Weltcup stand Cazzaniga erstmals am 29. Dezember 2015 im Starthaus. Mit Platz 40 in der Abfahrt von Santa Caterina konnte er sich jedoch nicht in den Punkterängen platzieren.
Seine bisher beste Platzierung im Weltcup war der 23. Platz in der Abfahrt von Wengen am Lauberhorn.

## Erfolge

### Weltcup
- 1 Platzierung unter den besten 30

### Weltcupwertungen
| Saison  | Gesamt | Gesamt | Abfahrt | Abfahrt |
| Saison  | Platz  | Punkte | Platz   | Punkte  |
| ------- | ------ | ------ | ------- | ------- |
| 2019/20 | 146.   | 8      | 53.     | 8       |

### Europacup
- Saison 2018/19: 7. Gesamtwertung, 3. Abfahrtswertung, 7. Super-G-Wertung, 23. Kombinationswertung
- 5 Podestplätze, davon 2 Siege:

| Datum            | Ort     | Land    | Disziplin |
| ---------------- | ------- | ------- | --------- |
| 15. Februar 2019 | Sarntal | Italien | Super-G   |
| 11. Januar 2020  | Wengen  | Schweiz | Abfahrt   |

### Weitere Erfolge
- 10 Siege in FIS-Rennen